# 滋賀県道56号大津インター線
滋賀県道56号大津インター線（しがけんどう56ごう おおつインターせん）は、滋賀県大津市の名神高速道路大津ICを起点に大津市朝日が丘東交点に至る0.9 kmの県道（主要地方道）である。

## 概要
国道1号の本宮跨道橋側道へ通じる本宮一西交点を境に西が大津インター線、東と北が大津停車場本宮線に分かれる。大津ICが大津市内の中でも高い位置にあるため、路線のほとんどは坂道になっている。
名神高速道路の開通当初は大津市の都市計画道路として建設された。途中の交差点（本宮二丁目南交差点）は将来的に立体交差にする予定で設計された。
緊急時に電柱の倒壊で名神高速道路との連携を確保取れなくなるおそれがあるため、電線共同溝を設置する予定。早くとも2025年（令和7年）度に工事を発注する見込みである。

### 路線データ
- 起点：大津IC
- 終点：大津市朝日が丘東（国道1号交点）

## 歴史
- 1993年（平成5年）5月11日 - 建設省から、県道大津停車場本宮線の一部が大津インター線として主要地方道に指定される[4]。
- 1994年（平成6年）4月1日 - 滋賀県より路線認定[5]。
- 2005年（平成17年）3月26日 - 起点（大津IC）から名神高速道路の南に沿って石山高校に至る市道が全線開通により接続[6]。
- 2024年（令和6年）7月26日 - 733 mの区間が電線共同溝を整備すべき道路として指定[7]。

## 地理

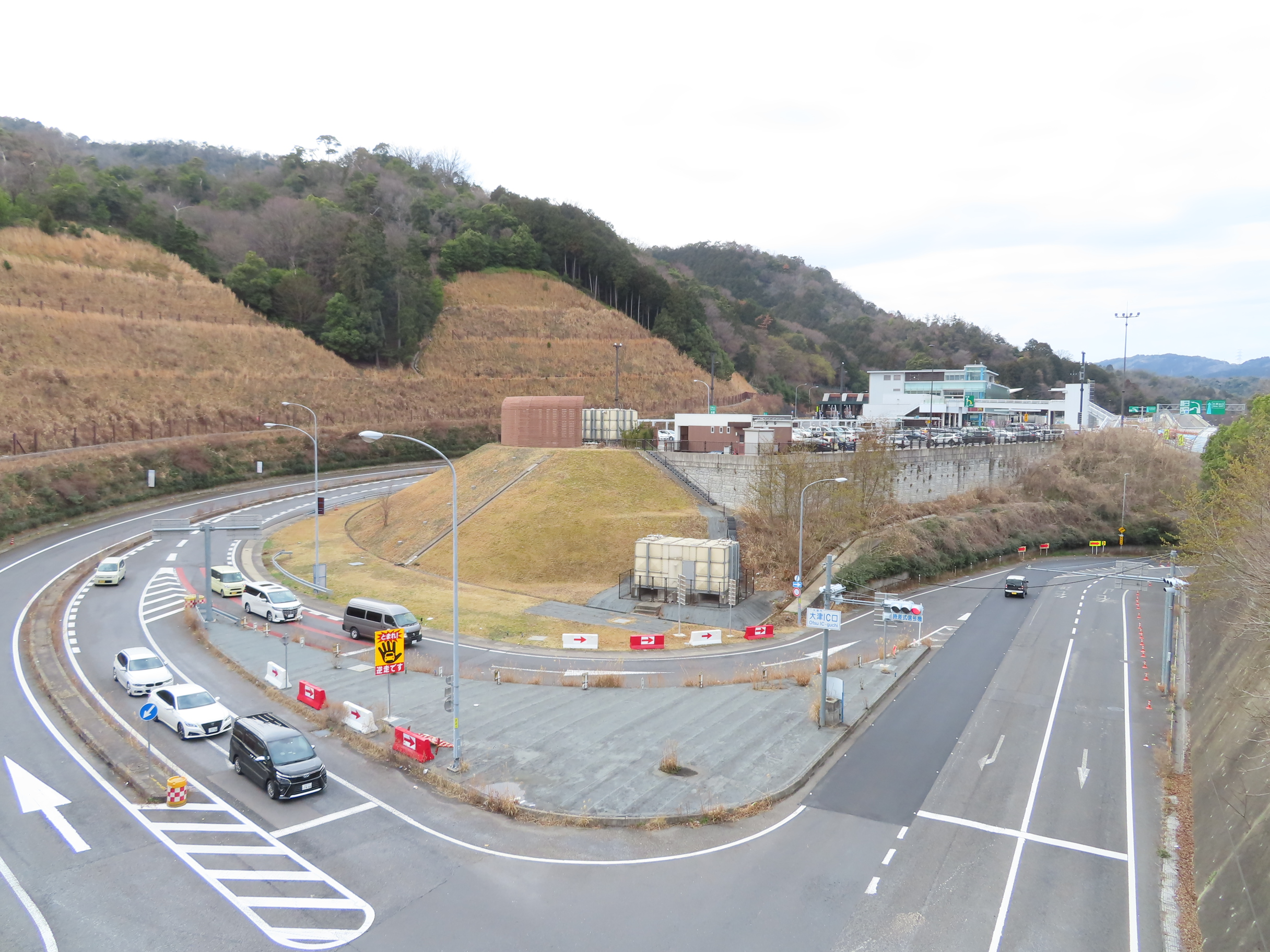
大津インター口（起点）

### 通過する自治体
- 大津市

### 交差する道路
- 名神高速道路 大津IC（起点）
- 滋賀県道103号大津停車場本宮線（大津市本宮1丁目西）
- 国道1号（国道8号重複）（大津市朝日が丘東、終点）

### 沿線にある施設など
- 大津市立打出中学校
- 私立滋賀短期大学附属高等学校
- 大津市立朝日が丘保育園